# فيلاروبيا دي لوس أوخوس (سيوداد ريال)
بلدية فيلاروبيا دي لوس أوخوس (بالإسبانية: Villarrubia de los Ojos)‏، هي إحدى بلديات مقاطعة سيوداد ريال إحدى مقاطعات إسبانيا، والتي تقع في منطقة قشتالة لا منتشا وسط إسبانيا.
يبلغ عدد سكانها 10.628 نسمة وفقاً لإحصائية سنة (2007).

## أعلام
- توماس رونسيرو